# Valentino Pezzani
Giovanni Valentino Pezzani (auch Valentino Pezani, latinisiert Joannes Valentinus Pezani, * 14. Februar 1650 in Vermiglio; † 15. Mai 1716 in Würzburg) war ein Baumeister des Barock. Er wirkte vor allem im Hochstift Würzburg. Als Hauptwerk des Baumeisters gilt der sogenannte Altbau des Klosters Münsterschwarzach. 

## Leben
Valentino Pezzani wurde als Giovanni Valentino Pezzani am 14. Februar 1650 in der im Grenzgebiet zwischen Südtirol und dem Trentino gelegenen Gemeinde Vermiglio geboren. Hierauf verweist ein im Jahr 1680 ausgestellter Geburtsbrief. Die ältere Literatur ging dagegen von einer früheren Geburt, am 7. Februar 1641, in Trient aus. Über die Familie und die Ausbildung des später im Herzogtum Franken tätigen Maurermeisters gibt es keine überlieferten Quellen. Pezzani gelangte über die Vermittlung des Antonio Petrini nach Würzburg, der hier bereits seit den 1680er Jahren tätig war. Beide nutzten die Zeit nach dem Dreißigjährigen Krieg aus, in denen die Würzburger Fürstbischöfe insbesondere die Befestigungen in ihrer Metropole weiter ausbauen ließen. 
Pezzani stieg in seiner neuen Heimat schnell auf. Hierauf verweist der nachweisbare Erwerb von Wohnraum in der Nähe des Würzburger Stiftes Haug. Während der Bau von Antonio Petrini ausgeführt worden war, wurde Pezzani für einzelne Renovierungsmaßnahmen herangezogen. Im Stadtteil Haug stieg Pezzani auch zum Viertelmeister auf, womit er ein anerkanntes Amt in der städtischen Gesellschaft bekleidete. Arbeiten von Pezzani lassen sich vor allem in Würzburg selbst nachweisen. Daneben war er allerdings auch für die Abtei Münsterschwarzach, das Kloster Triefenstein und im Schloss Gereuth tätig. Pezzani starb am 15. Mai 1716 an den Folgen eines Sturzes, den er sich eventuell in Dettelbach zugezogen hatte.

## Bauten (Auswahl)
- 1670–1691: Renovierungsarbeiten, St. Johannes in Stift Haug in Würzburg (zusammen mit Joseph Greissing, Antonio Petrini)
- 1687–1694: Klosterkirche St. Peter und Paul in Triefenstein
- 1692: Herrengasse 2 in Randersacker
- 1696–1704: sogenannter Altbau des Klosters Münsterschwarzach, Renovierungsmaßnahmen an der Klosterkirche (zusammen mit Balthasar Neumann, Joseph Greissing)
- 1702–1708: Fortifikationen in Würzburg
- 1705–1710: Schloss Gereuth bei Ebern
- 1711: Fassade, Neumünster in Würzburg